# Александър Уваров
Александър Уваров (на руски: Александр Уваров) е съветски и руски футболист и треньор. Почетен майстор на спорта на СССР (1985).

## Кариера
По време на кариерата си, той играе за Динамо Москва и Макаби Тел Авив. Уваров има 11 мача за националния отбор на СССР и участва на Световното първенство през 1990 г., играейки мачове срещу Аржентина и Камерун. Понастоящем живее в Израел със съпругата си и децата си. Там работи като треньор на вратарите в Макаби Тел Авив.

## Отличия

### Отборни
Динамо Москва
- Съветска Висша лига: 1984

Макаби Тел Авив
- Висша лига на Израел: 1991/92, 1994/95, 1995/96
- Купа на Израел: 1994, 1996